# Allie Gonino
Alyssa Jean Gonino (Rockwall, 30 maart 1990) beter bekend onder haar artiestennaam Allie Gonino, is een Amerikaans actrice. Naast haar acteercarrière was ze ook lid van de Amerikaanse muziekgroep The Stunners.